# Palacio Carvajal-Girón
El Palacio Carvajal-Girón (también denominado Palacio de Ansano y Casa de los Carvajal-Girón) es un edificio del siglo XVI situado en el casco histórico de la ciudad de Plasencia (España). Fue declarado Bien de Interés Cultural en 2013. Actualmente (2017) está dedicado a hotel.

## Ubicación
El frente principal se abre a la plaza de Ansano, situada a medio camino entre el centro público y geográfico de la ciudad, que viene constituido por la Plaza Mayor, y el entorno monumental del Convento de Santo Domingo - Palacio de Mirabel - iglesia de San Nicolás. La fachada trasera da a la calle Trujillo, una de las arterias radiales del conjunto histórico de la ciudad de Plasencia y que desemboca en la monumental Puerta de Trujillo o “Cañón de la Salud”.

## Historia
Los elementos más antiguos de este edificio se remontan a la segunda mitad del siglo XVI, aunque en su interior se aprecian adiciones e importantes reformas arquitectónicas que transformaron parcialmente la fisonomía de elementos y espacios. Su origen está ligado al linaje de los Carvajal, uno de los casas nobiliarias más destacados de la ciudad y de la región, entre cuyos componentes se encuentra Pedro de Carvajal y Girón y Loaysa, obispo de Coria a comienzos del siglo XVII. 
El edificio se construyó a continuación del espacio que en su día ocupara la judería placentina, una vez fue desocupada de su ubicación original en el entorno del Palacio de Mirabel para la ampliación del Convento de Santo Domingo el Viejo a finales del siglo XV. Los nuevos terrenos para el asentamiento de los judíos y de su sinagoga, limítrofe con la oficial “Casa del peso de la harina” -hacia la calle Trujillo- corresponde al área denominada “de las Algeciras”, parcialmente adquiridos por la familia Carvajal pocos años después tras su expulsión en 1492. Aquel edificio religioso pasó a ser propiedad del Cabildo de Clérigos, y en él se instaló el altar de Santa Isabel, que dio nombre a la plaza a que se abre el palacio y que fue destruida en el contexto del conflicto comunero de 1521. 
La imprecisión de los datos toponímicos ha propiciado alguna indefinición acerca del lugar que ocupó la sinagoga, situándola en alguna ocasión entre los restos del Palacio de Carvajal-Girón, aunque hoy se acepta mayoritariamente que aquella se emplazó en la manzana contigua y más próxima a la Plaza Mayor. Entre 2010 y 2011 el palacio fue reformado substancialmente para adaptarlo a uso hotelero.

## Descripción

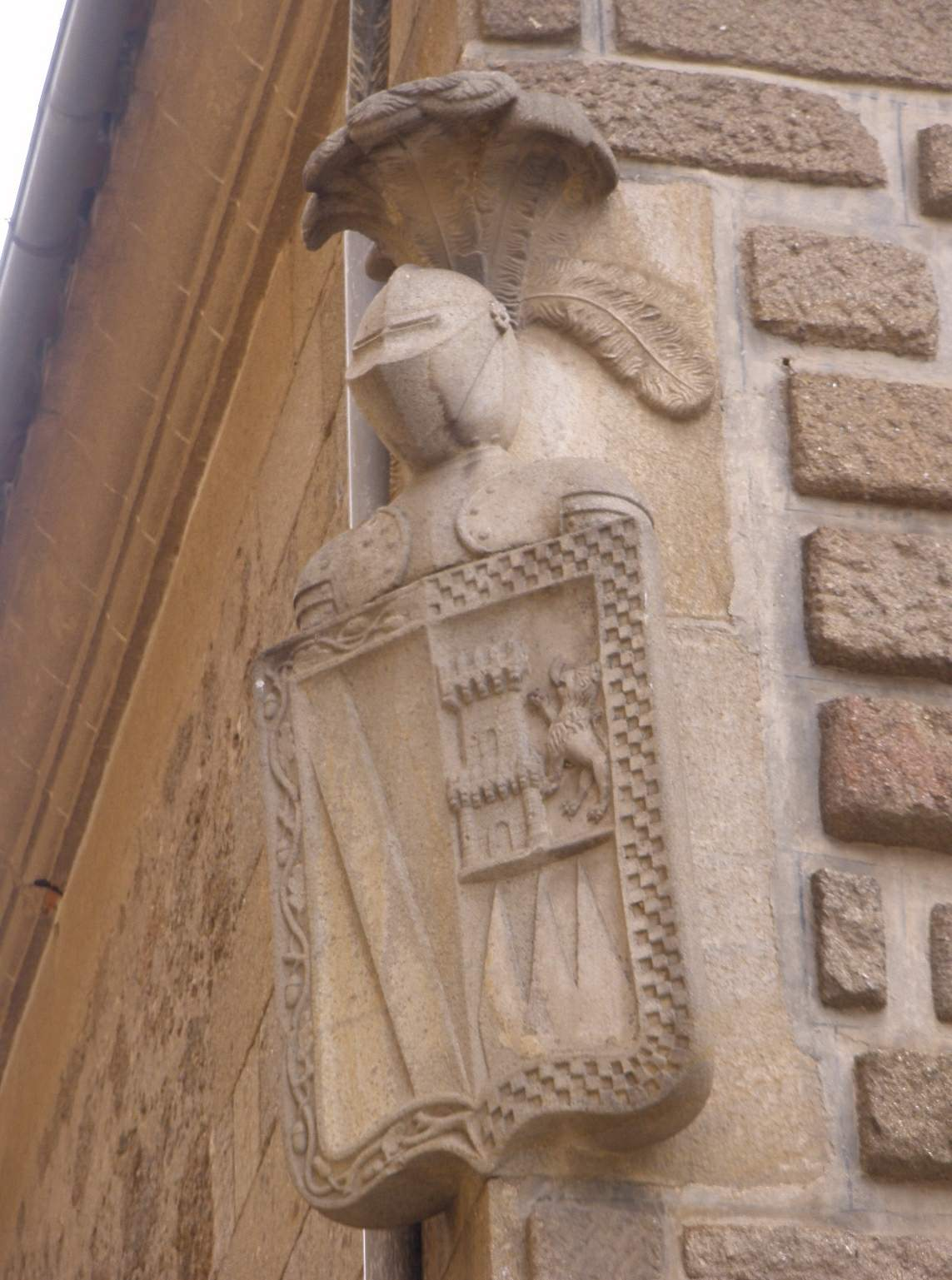
Detalle de escudo nobiliario en la fachada del palacio.

El inmueble actual es el resultado de múltiples reformas acometidas a lo largo de su historia. Se trata de una construcción de dos alturas y de planta aproximadamente cuadrangular. Hacia esta última muestra su fachada principal y de porte más destacado, con fábrica de sillares almohadillados, un gran vano de acceso en arco de medio punto sobre el que se sitúa esculpido el escudo nobiliario de los Carvajal y ventanas de formato vertical con recerco de granito, dos flanqueando la puerta principal y otras cuatro en planta primera. La prolongación de esta fachada hacia la callejuela de Santa Isabel, en cambio, muestra un paramento liso, con fábrica de mampostería y revoco de mortero de cal. En el flanco lateral, correspondiente a la calle de Vargas, el muro es también de mampostería, y en el mismo también se abren grandes huecos verticales, algunos abalconados; en la parte superior de la esquina entre éste y el muro delantero se inscribe un nuevo emblema heráldico, como el anterior, coronado por un yelmo. Hacia atrás, la fachada de la calle Trujillo muestra la continuidad arquitectónica del edificio, con dos balcones por cada planta, y una tapia de porte, factura y altura más modesta, que corresponde al cerramiento de un patio posterior.
Interiormente cuenta con elementos de interés como, entre otros, un patio parcialmente porticado y soportado por estructuras adinteladas de granito, con balaustrada en la segunda altura y escalera; forjados; pavimentos; azulejería, etc.
Además del cuerpo principal, con dos patios interiores, uno mayor y central y otro pequeño, también forman parte consubstancial de la casona señorial otras dos áreas abiertas: un jardín trasero, al que se accede directamente desde aquel patio central y que comunica también con la calle Trujillo, y otro lateral que sirvió para carruajes, adonde desembocan las cuadras.